# Élections fédérales australiennes de 1972
Des élections législatives et sénatoriales fédérales se tiennent le 2 décembre 1972 en Australie afin de renouveler les 125 sièges de la Chambre des représentants et 1 des 60 sièges du Sénat.
La Chambre des représentants choisit ensuite comme Premier ministre Gough Whitlam. 